# Шевченкове (Буринська міська громада)
Шевче́нкове — село в Україні, у Буринській міській громаді Конотопського району Сумської області. Населення становить 28 осіб. До 2020 орган місцевого самоврядування — Гвинтівська сільська рада.

## Географія
Село Шевченкове розташоване на відстані 3 км від лівого берега річки Сейм. На відстані 2 км розташоване село Гвинтове, за 3 км знаходиться зняте з обліку 2006 року с. Петухівка.
Біля села велика кількість іригаційних каналів. До села примикає невеличкий ліс.

## Історія
- Село постраждало внаслідок геноциду українського народу, проведеного урядом СССР 1932–1933 та 1946–1947 роках.
- 12 червня 2020 року, відповідно до розпорядження Кабінету Міністрів України № 723-р «Про визначення адміністративних центрів та затвердження територій територіальних громад Сумської області», село увійшло до складу Буринської міської громади[1].
- 19 липня 2020 року, в результаті адміністративно-територіальної реформи та ліквідації Буринського району, увійшло до складу новоутвореного Конотопського району[2].